# Oligonychus piceae
Oligonychus piceae är en spindeldjursart som först beskrevs av Reck 1953.  Oligonychus piceae ingår i släktet Oligonychus och familjen Tetranychidae. Inga underarter finns listade i Catalogue of Life.